# Pueblo de Taos
Pueblo de Taos is een adobe-nederzetting van woningen en ceremoniële gebouwen, gelegen in de vallei van een kleine zijrivier van de Rio Grande. De plaats representeert een groep nederzettingen in dit gebied uit de late 13de en vroege 14de eeuw, kenmerkend voor de cultuur van de Pueblo-indianen uit Arizona en New Mexico.
Pueblo de Taos is vergelijkbaar met oude Pueblonederzettingen zoals in de Chacocultuur en Mesa Verde en werd in 1992 door UNESCO op de Werelderfgoedlijst geplaatst.
Mesa Verde National Park · Yellowstone National Park · Grand Canyon National Park · Everglades National Park · Independence Hall · Kluane, Wrangell-St. Elias, Glacier Bay en Tatshenshini-Alsek · Redwood National Park · Mammoth Cave National Park · Nationaal park Olympic · Cahokia · Great Smoky Mountains National Park · La Fortaleza en de nationale historische site van San Juan in Puerto Rico · Vrijheidsbeeld · Yosemite National Park · Monticello en Universiteit van Virginia in Charlottesville · Nationaal park Hawaii Volcanoes · Nationaal Historisch Park van de Chacocultuur · Taos Pueblo · Nationaal park Carlsbad Caverns · Waterton Glacier International Peace Park · Papahānaumokuākea · Monumentale grondwerken van Poverty Point · Missies van San Antonio · De 20e-eeuwse architectuur van Frank Lloyd Wright · Moravische kerknederzettingen (Bethlehem)
- Gemeinsame Normdatei: 4419046-3
- Library of Congress Control Number: n95052466
- Nationale Bibliotheek van Israël: 987007537692005171
- Virtual International Authority File: 85146153130705252131
- WorldCat: E39PBJwhC93Jx3XFTgdxd8YpT3